# خط سبز
خط سبز (انگلیسی: Green Stripe) یا پرتره ای از مادام ماتیس نقاشی از آنری ماتیس است.